# OpenTV
OpenTV är ett företag som producerar operativsystem och annan mjukvara för digital-TV-boxar. Systemet används av Com Hem, Boxer och Viasat. Företaget är listat på NASDAQ.